# کولفیوریتو
کولفیوریتو (به ایتالیایی: Colfiorito) یک منطقهٔ مسکونی در ایتالیا است که در فولینو واقع شده‌است.

## خصوصیات
کولفیوریتو ۵٬۰۰۰ نفر جمعیت دارد و ۷۶۰ متر بالاتر از سطح دریا واقع شده‌است.